# Daniel Lloyd
Daniel Lloyd (né le 11 août 1980 à Christchurch, en Angleterre) est un coureur cycliste professionnel britannique.

## Biographie
Depuis 2015, Daniel Lloyd est animateur et consultant de la chaîne YouTube GCN (Global Cycling Network) aux côtés de Matthew Stephens et de Simon Richardson.

## Palmarès
- 2006
  - 7e étape du Tour du Siam
  - 4e étape du Tour du lac Qinghai
- 2007
  - 2e de la Perfs Pedal Race
- 2008
  - 1re étape du Tour d'Estrémadure (contre-la-montre par équipes)
  - Classement général du Tour d'Estrémadure
- 2009
  - 2e du championnat de Grande-Bretagne sur route

## Résultats sur les grands tours

### Tour de France
1 participation 
- 2010 : 164e

### Tour d'Italie
2 participations 
- 2009 : 114e
- 2010 : 103e

## Classements mondiaux
| Année           | 2005  | 2006  | 2007 | 2008 | 2009 | 2010  |
| --------------- | ----- | ----- | ---- | ---- | ---- | ----- |
| UCI Asia Tour   |       | 20e   | 12e  |      | 93e  |       |
| UCI Europe Tour | 1213e | 1248e | 496e | 190e | 420e | 1177e |